# Mars Saga
Mars Saga est un jeu vidéo de rôle développé  par Westwood Studios et publié par Electronic Arts en 1988 sur Apple II, Commodore 64, Commodore 128 et DOS. Le jeu se déroule dans un univers de science-fiction dans lequel le joueur incarne Tom Jetland, un voyageur de l’espace dont le vaisseau s’est écrasé sur Mars et cherchant à réunir assez d’argent pour quitter la planète. Pour cela il visite notamment plusieurs cités martiennes et explore la surface de la planète ainsi que des mines abandonnées.
En 1989, retravaillé, le jeu est publié sous le titre Mines of Titans sur PC. L'action du jeu se déroule sur Titan, la lune de Saturne, en lieu et place de Mars.

## Accueil
| Mars Saga    |      |       |
| Média        | Nat. | Notes |
| ACE          | GB   | 85 %  |
| Datormagazin | US   | 3.3/5 |
| Dragon       | US   | 5/5   |
| Zzap!64      | GB   | 76 %  |